# (29696) Distasio
(29696) Distasio est un astéroïde de la ceinture principale.

## Description
(29696) Distasio est un astéroïde de la ceinture principale. Il fut découvert le 16 décembre 1998 à Caussols par le relevé ODAS. Il présente une orbite caractérisée par un demi-grand axe de 2,80 UA, une excentricité de 0,16 et une inclinaison de 7,7° par rapport à l'écliptique.